# Беклемишев, Александр Петрович
Александр Петрович Беклемишев (1824—1877) —  могилёвский губернатор в 1857—1868 гг., тайный советник (1868).

## Биография
Родился в 1824 году в дворянской семье. Окончил Императорский Царскосельский лицей и 21 июля 1841 года вступил в службу чиновником Почтового департамента. В 1842 году перемещён на службу в Хозяйственный департамент. В 1844 году — чиновник по особым поручениям VIII класса.
В 1845 году состоял в распоряжении Рижского, Лифляндского, Этляндского и Курляндского генерал-губернатора. В 1848 году был командирован в Эстляндскую губернию для местных исследований по хозяйству города. Назначен членом Комиссии для устройства торговой части в Остзейском крае в 1849 году. Назначен членом Комиссии для составления проекта общественного устройства в Риге в 1850 году. В том же году был снова командирован в Эстляндскую губернию для собирания различных сведений по крестьянскому делу.
Назначен чиновником особых поручений VI класса при Хозяйственном департаменте в 1851 году. Назначен Курляндским вице-губернатором в 1852 году. В 1857 году назначен исполняющим дела Могилёвского гражданского губернатора, утверждён в этой должности вместе с производством в действительные статские советники 31 декабря 1858 года.
После оставлении должности Могилёвского гражданского губернатора был причислен к Министерству внутренних дел, затем был назначен членом Совета министра внутренних дел. Был почётным мировым судьёй Могилевского округа. Был произведён в тайные советники 22 сентября 1868 года.
В Могилёвской губернии, после раздела в 1870-х годах родовых имений в Тульской и Новгородской губерниях, им было приобретено 2800 десятин земли. Умер 2 (14) августа 1877 года.